# Magnus Schenström
Magnus Schenström, född 18 december 1678, död 7 oktober 1741, var en svensk rådman, riksdagsledamot och politiker.

## Biografi
Magnus Schenström föddes 1678 och var son till handlanden Jonas Månsson i Borås. Han blev 1708 handlande i Västerås och 1722 rådman i staden. Schenström avled 1741.
Schenström var riksdagsledamot för borgarståndet i Västerås vid riksdagen 1734.
Schenström gifte sig första gången 1708 med Brita Vadström och andra gången 1712 med Engel Funck. Han var far till rådmannen Jonas Schenström i Västerås.